# Гомолко, Николай Николаевич
Николай Николаевич Гомолко (род. 18 июля 1938, Пушкин, СССР, умер 1 октября 2022) — советский гребец, мастер спорта международного класса по академической гребле.

## Биография
Николай Николаевич Гомолко родился 18 июля 1938 года в Пушкине Ленинградской области. Окончил Ленинградский кораблестроительный институт в 1961 году и Ленинградское высшее инженерное морское училище имени адмирала С. О. Макарова в 1972 году на заочной основе.
Начал заниматься греблей в 1953 году. Выступал за гребной клуб «Красное Знамя» и ДСО «Труд». Тренеры: С. Р. Чибор, В. Г. Макаров и Б. С. Бречко.
Чемпион СССР (1963), двукратный призёр чемпионатов СССР (1960, 1961), трехкратный призёр чемпионатов СССР (1964, 1965, 1966). В сборной СССР состоял с 1960 по 1966 год. Участвовал на Олимпийских играх 1960. Был тренером ВФСО «Динамо» (Ленинград) с 1966 по 1972 год.
С 1972 по 1982 работал электромехаником на судах дальнего плавания Балтийского морского пароходства.
Жена — гребчиха Татьяна Гомолко.